# Conistra albovenosa
Conistra albovenosa là một loài bướm đêm trong họ Noctuidae.